# Les Hays
Pour les articles homonymes, voir Hays.
Les Hays sont une commune française située dans le département du Jura, dans la région culturelle et historique de Franche-Comté et la région administrative Bourgogne-Franche-Comté.

## Géographie
Les Hays font partie de la Bresse jurassienne.

### Climat
Pour des articles plus généraux, voir Climat de la Bourgogne-Franche-Comté et Climat du département du Jura.
En 2010, le climat de la commune est de type climat océanique dégradé des plaines du Centre et du Nord, selon une étude du Centre national de la recherche scientifique s'appuyant sur une série de données couvrant la période 1971-2000. En 2020, Météo-France publie une typologie des climats de la France métropolitaine dans laquelle la commune est exposée à un climat semi-continental et est dans la région climatique  Bourgogne, vallée de la Saône, caractérisée par un bon ensoleillement (1 900 h/an), un été chaud (18,5 °C), un air sec au printemps et en été et des vents faibles. 
Pour la période 1971-2000, la température annuelle moyenne est de 10,8 °C, avec une amplitude thermique annuelle de 17,5 °C. Le cumul annuel moyen de précipitations est de 981 mm, avec 12 jours de précipitations en janvier et 8,1 jours en juillet. Pour la période 1991-2020, la température moyenne annuelle observée sur la station météorologique de Météo-France la plus proche, « Colonne », sur la commune de Colonne à 15 km à vol d'oiseau, est de 11,7 °C et le cumul annuel moyen de précipitations est de 1 170,0 mm. 
La température maximale relevée sur cette station est de 40,3 °C, atteinte le 7 août 2003 ; la température minimale est de −18 °C, atteinte le 12 janvier 1987,,. 
Les paramètres climatiques de la commune ont été estimés pour le milieu du siècle (2041-2070) selon différents scénarios d'émission de gaz à effet de serre à partir des nouvelles projections climatiques de référence DRIAS-2020. Ils sont consultables sur un site dédié publié par Météo-France en novembre 2022.

## Urbanisme

### Typologie
Au 1er janvier 2024, Les Hays sont catégorisés commune rurale à habitat dispersé, selon la nouvelle grille communale de densité à sept niveaux définie par l'Insee en 2022.
Elle est située hors unité urbaine. Par ailleurs la commune fait partie de l'aire d'attraction de Dole, dont elle est une commune de la couronne,. Cette aire, qui regroupe 87 communes, est catégorisée dans les aires de 50 000 à moins de 200 000 habitants,.

### Occupation des sols
L'occupation des sols de la commune, telle qu'elle ressort de la base de données européenne d’occupation biophysique des sols Corine Land Cover (CLC), est marquée par l'importance des territoires agricoles (87,4 % en 2018), en diminution par rapport à 1990 (89,6 %). La répartition détaillée en 2018 est la suivante : 
terres arables (67,9 %), zones agricoles hétérogènes (19,5 %), zones urbanisées (8,9 %), forêts (3,7 %). L'évolution de l’occupation des sols de la commune et de ses infrastructures peut être observée sur les différentes représentations cartographiques du territoire : la carte de Cassini (XVIIIe siècle), la carte d'état-major (1820-1866) et les cartes ou photos aériennes de l'IGN pour la période actuelle (1950 à aujourd'hui).

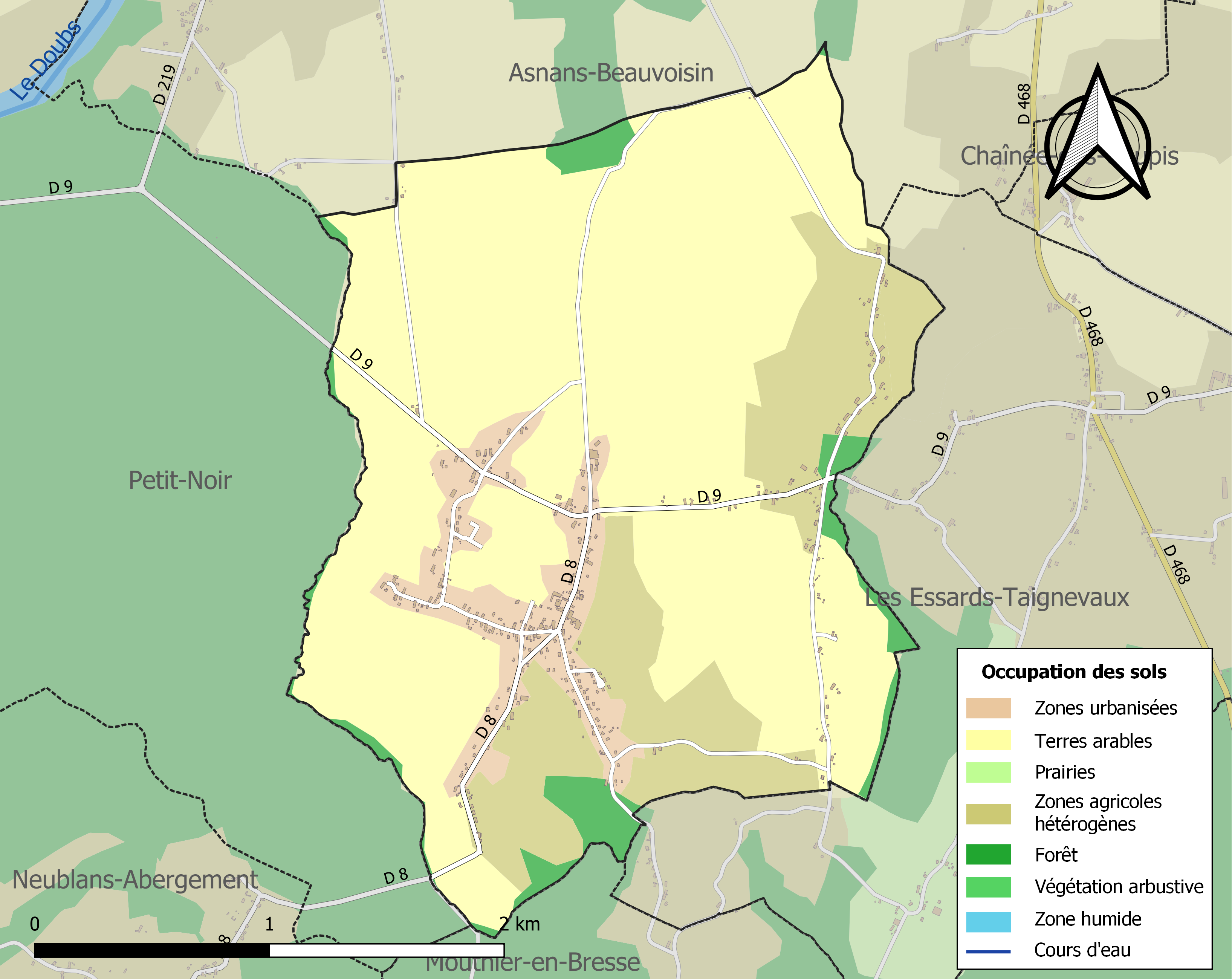
Carte des infrastructures et de l'occupation des sols de la commune en 2018 (CLC).

## Histoire

### Naissance de la commune
Historiquement, il n'est pas possible de parler de la commune des Hays sans tenir compte des bourgs alentour, de la place occupée par le Jura dans les guerres du royaume, et des conflits régionaux. Lorsqu'en [1661], le prince de Condé décide d'échanger des terres en Normandie, il conserve la seigneurie de Chaussin, une des plus anciennes du patrimoine familial, et il vend à Edmé de Belhostel, conseiller du Roi et lieutenant criminel au bailliage de Dole, 607 arpents de terres ou 604, selon les sources (l'arpent royal valait 5 107 m2), soit 308 ha de la forêt de Chaussin,,.
Ce domaine porte, selon cet acte, le nom des Essarts Condé dont l'origine remonte vraisemblablement à la langue des  XVe et XVIe siècles.
Le défrichement dans le Jura a cessé en 1860, le dernier étant celui d'Aumur de 1853 à 1858. Le sol humide de cette région, comprise entre Rye et Taignevaux, qui se traduit par un nombre important d'étangs est propice à la naissance de forêts.
L’origine du nom de cette commune remonte vraisemblablement à la langue des XVe et XVIe siècles qui emprunte ses toponymes à la végétation observée. Ainsi, La Charme, Chêne-Bernard, Chêne-sec, les Fays, Beauvernois et les Hays... dont l'orthographe a varié au cours des siècles, les Haïes, les Hayes.
Depuis 1772, le fief de la communauté de Vornes appartient à un lieutenant général du bailliage de Dijon (4), Monsieur Moussière, tout comme les communes avoisinantes : Les Hays, Parolois, le Poisel, Nivelet, soit 516 personnes. En 1788, le marquisat de Chaussin est divisé en plusieurs parties. Les Hays [orthographe fixée à cette époque] appartient en 1772 à monsieur Moussière.
En 1851, la commune compte 81 habitants, Taignevaux 9, Le Parolais 12.
La commune prendra de l'importance lors de la construction de la voie ferrée entre Lons et Saint Jean de Losne par Chaussin, entre 1899  et 1904 et la route de Chaussin à Bletterans.

#### Activités commerciales

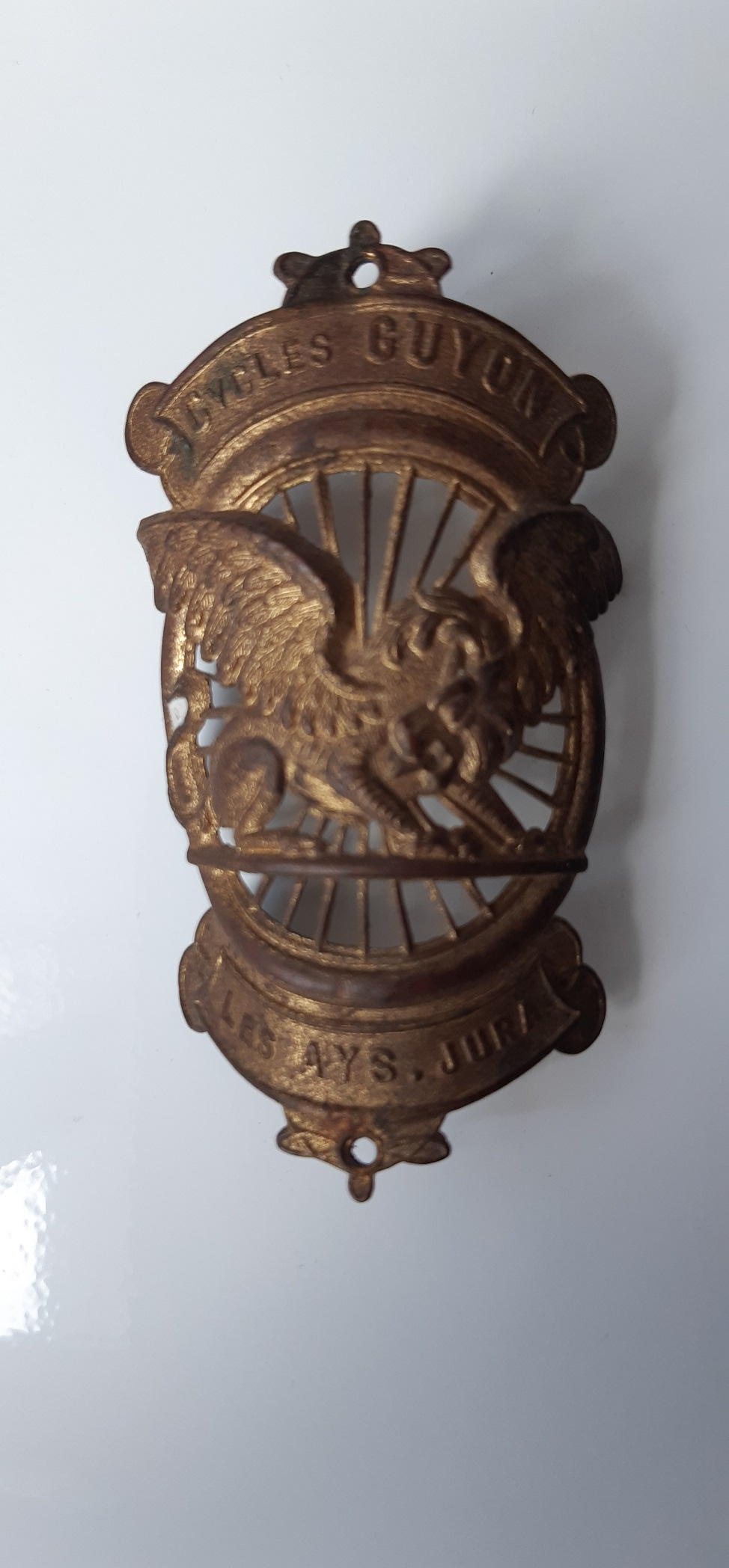
Plaque de vélo d'un commerçant des Haÿs.

On y cultive du lin, du chanvre, depuis le XIVe siècle et les toiles de la région sont vendues sur les foires de Chalon et jusqu’à Avignon (1392) et on y produit aussi du grain. Comme beaucoup d’autres dans la deuxième moitié du XIXe siècle, elle va connaître une période de prospérité inégale, avec un pic de population supérieur à 500 habitants, en 1900, soit approximativement le double de celle de 1975. L’évolution du nombre de ses commerces semble respecter la règle des 15 ans. En 1869, on compte 7 commerçants. Un battoir à blé tenu par Jouhan ; un boucher : Delaine ; un charron : Rebouillat ; un maréchal-ferrant : Gaillard ; un meunier : Guyard installé au Parolais ; deux épiciers : Roz et Morin, et trois cafetiers : Guillot, Petit et Mittaine. Le 9 octobre 1875, monsieur Boissard, en provenance de Plumont, prend son poste d'instituteur, succédant à monsieur Bariod, nommé à Vers-en-Montagne. À cette époque, on connaît la difficulté de maintenir tout au long de l'année la présence d'élèves dont la fréquentation est essentiellement liée aux travaux des champs.
En 1875, le maire est Joseph Boichot, courtier de profession.
Quelque 15 ans plus tard, en 1885, il n’en reste que quatre. 
- un cafetier : Louis Bressand
- un aubergiste : Hippolyte Boichot
- un négociant : Joseph Boichot
- et un courtier Alexandre Rousseau.

Le maire est Louis Ventard.
En 1900, le maire Antoine Rebouillat-Dealien administre une population de 514 habitants. La reprise économique se confirme, si on en juge de par le nombre des commerçants :
- deux épiciers : Humbert et Boichot
- deux cabaretiers : Guillot et Aubert
- deux négociants en bois de construction : Humbert et Boichot
- deux négociants de vins en gros : Boichot-Boulery et Boichot-Court
- un battoir à blé tenu par Després
- un marchand de bestiaux : Rousseau
- un boucher : Aubert
- un coquetier : Delaine
- un marchand de fourrage : Rousseau.

Quelque temps plus tard (peu avant 1876), Denis Julien, maréchal-ferrant, forgeron, serrurier, s'y installera.
Le moulin Lauriot est utilisé en minoterie par son constructeur, Auguste Boichot, puis par son second propriétaire éponyme, Henri Lauriot. On y produit de la farine de blé et de la farine de maïs destinée à l'alimentation des poulets de Bresse et à la fabrication de gaudes. En 1936, il est repris par Louis Bobey puis par son fils Jean Bobey, qui y conserveront une activité de négoce de vins, avant qu'il ne soit transformé en silo en 1990, et revendu à une coopérative agricole en 1999.

### Politique et administration
| Période   | Période   | Identité                   | Étiquette | Qualité |
| --------- | --------- | -------------------------- | --------- | ------- |
|           |           |                            |           |         |
|           |           | Antoine Rebouillat-Dealien |           |         |
| mars 1998 | mars 2003 | André Guyon                |           |         |
| mars 2003 | En cours  | Claude Buchaillot          |           |         |

## Démographie
L'évolution du nombre d'habitants est connue à travers les recensements de la population effectués dans la commune depuis 1793. Pour les communes de moins de 10 000 habitants, une enquête de recensement portant sur toute la population est réalisée tous les cinq ans, les populations de référence des années intermédiaires étant quant à elles estimées par interpolation ou extrapolation. Pour la commune, le premier recensement exhaustif entrant dans le cadre du nouveau dispositif a été réalisé en 2004.

En 2022, la commune comptait 351 habitants, en évolution de +8,33 % par rapport à 2016 (Jura : −0,81 %, France hors Mayotte : +2,11 %).
| 1793 | 1800 | 1806 | 1821 | 1831 | 1836 | 1841 | 1846 | 1851 |
| ---- | ---- | ---- | ---- | ---- | ---- | ---- | ---- | ---- |
| 557  | 352  | 588  | 693  | 694  | 720  | 746  | 774  | 775  |

| 1856 | 1861 | 1866 | 1872 | 1876 | 1881 | 1886 | 1891 | 1896 |
| ---- | ---- | ---- | ---- | ---- | ---- | ---- | ---- | ---- |
| 760  | 736  | 529  | 494  | 502  | 504  | 529  | 519  | 514  |

| 1901 | 1906 | 1911 | 1921 | 1926 | 1931 | 1936 | 1946 | 1954 |
| ---- | ---- | ---- | ---- | ---- | ---- | ---- | ---- | ---- |
| 491  | 451  | 427  | 409  | 400  | 367  | 338  | 305  | 284  |

| 1962 | 1968 | 1975 | 1982 | 1990 | 1999 | 2004 | 2006 | 2009 |
| ---- | ---- | ---- | ---- | ---- | ---- | ---- | ---- | ---- |
| 281  | 293  | 238  | 254  | 241  | 270  | 264  | 257  | 276  |

| 2014 | 2019 | 2022 | - | - | - | - | - | - |
| ---- | ---- | ---- | - | - | - | - | - | - |
| 320  | 344  | 351  | - | - | - | - | - | - |

## Lieux et monuments
La chapelle sainte Thérèse date des années 1960-1970.
Depuis le XIXe siècle, le marché aux poulets de Bresse est très réputé, et attire les volaillers de  Bellevesvre, Louhans et Chalon sur Saône.  Les villages environnants assurent une production de troki, selon l'appellation locale à Petit-Noir ou trequi, aux Essarts et à Louhans (10), c'est-à-dire de maïs, alimentation importante et indispensable à l’élevage du poulet. La laiterie ne fonctionne plus depuis les années 80.
Le moulin Lauriot, aussi appelé Minoterie des Hays, possède l’originalité d’avoir des murs et des voûtains de cave entièrement bâtis en tuiles mécanique, avec des baies en arc segmentaire. En 1950, il est agrandi, avec des soubassements en moellons calcaires. Ceux -ci s'étant effondrés, l'un des murs et reconstruit et consolidé avec des appentis en parpaings de béton. En 1974, s'y ajoutent des silos métalliques et le toit est recouvert de fibro-ciment.

## Sources